# Jezierzany (rejon kowelski)
Jezierzany (dawn. Ozierany, Jeziorany, ukr. Озеряни, Ozeriany) – wieś (dawniej miasteczko) na Ukrainie na terenie rejonu kowelskiego w obwodzie wołyńskim. Wieś liczy 417 mieszkańców.
Do 2020 w rejonie turzyskim.

## Historia
Przed 1918 r. i za II Rzeczypospolitej Jezierzany należały do wiejskiej gminy Nowy Dwór (później przekształconej w gminę Kupiczów) w powiecie kowelskim w woj. wołyńskim i liczyły w 1921 roku 917 mieszkańców.
Podczas okupacji hitlerowskiej, na wiosnę 1942 roku Niemcy utworzyli getto dla żydowskich mieszkańców. Przebywało w nim około 800 osób. W sierpniu 1942 roku Niemcy zlikwidowali getto, a Żydów zamordowali na cmentarzu żydowskim. Sprawcami zbrodni było SD z Kowla, żandarmeria niemiecka oraz ukraińska policja.
Po wojnie miasteczko weszło w struktury administracyjne Związku Radzieckiego.